# Alix (Ródano)
Alix é uma comuna francesa na região administrativa de Auvérnia-Ródano-Alpes, no departamento de Ródano. Estende-se por uma área de 3,61 km². Em 2010 a comuna tinha 792 habitantes (densidade: 219,4 hab./km²).